# Brezik (Vareš, BiH)
Brezik je naseljeno mjesto u općini Vareš, Federacija Bosne i Hercegovine, BiH.

## Stanovništvo

### 1991.
Nacionalni sastav stanovništva 1991. godine, bio je sljedeći:
ukupno: 196
- Hrvati - 140
- Muslimani - 24
- Srbi - 23
- Jugoslaveni - 8
- ostali, neopredijeljeni i nepoznato - 1

### 2013.
Nacionalni sastav stanovništva 2013. godine, bio je sljedeći:
ukupno: 48
- Hrvati - 44
- Srbi - 2
- Bošnjaci - 1
- ostali, neopredijeljeni i nepoznato - 1